# تویوکو این
تویوکو این (انگلیسی: Toyoko Inn) شرکت مهمان‌نوازی ژاپنی است، که در سالز۱۹۸۶ تأسیس شد.